# Ökölvívás az 1968. évi nyári olimpiai játékokon
Az ökölvívás az 1968. évi nyári olimpiai játékokon tizenegy súlycsoportban zajlott, új súlycsoport volt a kislégsúly, más néven papírsúly (48 kg). A szabályok értelmében a harmadik helyért nem kellett megmérkőzniük a versenyzőknek, mindkét elődöntő vesztese bronzérmet kapott. A legtechnikásabb ökölvívónak kiosztott Val Barker-díjat a kenyai Philip Waruinge kapta.

## Éremtáblázat
(A rendező ország csapata eltérő háttérszínnel, az egyes számoszlopok legmagasabb értéke illetve értékei vastagítással kiemelve.)
| Az 1968. évi nyári olimpiai játékok éremtáblázata ökölvívásban | Az 1968. évi nyári olimpiai játékok éremtáblázata ökölvívásban | Az 1968. évi nyári olimpiai játékok éremtáblázata ökölvívásban | Az 1968. évi nyári olimpiai játékok éremtáblázata ökölvívásban | Az 1968. évi nyári olimpiai játékok éremtáblázata ökölvívásban | Olimpia  |
| -------------------------------------------------------------- | -------------------------------------------------------------- | -------------------------------------------------------------- | -------------------------------------------------------------- | -------------------------------------------------------------- | -------- |
|                                                                | Ország                                                         | Arany                                                          | Ezüst                                                          | Bronz                                                          | Összesen |
| 1.                                                             | Szovjetunió (URS)                                              | 3                                                              | 2                                                              | 1                                                              | 6        |
| 2.                                                             | Egyesült Államok (USA)                                         | 2                                                              | 1                                                              | 4                                                              | 7        |
| 3.                                                             | Mexikó (MEX)                                                   | 2                                                              | 0                                                              | 2                                                              | 4        |
| 4.                                                             | Lengyelország (POL)                                            | 1                                                              | 2                                                              | 2                                                              | 5        |
| 5.                                                             | Nagy-Britannia (GBR)                                           | 1                                                              | 0                                                              | 0                                                              | 1        |
| 5.                                                             | NDK (GDR)                                                      | 1                                                              | 0                                                              | 0                                                              | 1        |
| 5.                                                             | Venezuela (VEN)                                                | 1                                                              | 0                                                              | 0                                                              | 1        |
|                                                                |                                                                |                                                                |                                                                |                                                                |          |
| 8.                                                             | Kuba (CUB)                                                     | 0                                                              | 2                                                              | 0                                                              | 2        |
| 9.                                                             | Dél-Korea (KOR)                                                | 0                                                              | 1                                                              | 1                                                              | 2        |
| 9.                                                             | Románia (ROU)                                                  | 0                                                              | 1                                                              | 1                                                              | 2        |
| 9.                                                             | Uganda (UGA)                                                   | 0                                                              | 1                                                              | 1                                                              | 2        |
| 12.                                                            | Kamerun (CMR)                                                  | 0                                                              | 1                                                              | 0                                                              | 1        |
|                                                                |                                                                |                                                                |                                                                |                                                                |          |
| 13.                                                            | Bulgária (BUL)                                                 | 0                                                              | 0                                                              | 2                                                              | 2        |
| 14.                                                            | Argentína (ARG)                                                | 0                                                              | 0                                                              | 1                                                              | 1        |
| 14.                                                            | Brazília (BRA)                                                 | 0                                                              | 0                                                              | 1                                                              | 1        |
| 14.                                                            | Finnország (FIN)                                               | 0                                                              | 0                                                              | 1                                                              | 1        |
| 14.                                                            | Japán (JPN)                                                    | 0                                                              | 0                                                              | 1                                                              | 1        |
| 14.                                                            | Jugoszlávia (YUG)                                              | 0                                                              | 0                                                              | 1                                                              | 1        |
| 14.                                                            | Kenya (KEN)                                                    | 0                                                              | 0                                                              | 1                                                              | 1        |
| 14.                                                            | NSZK (FRG)                                                     | 0                                                              | 0                                                              | 1                                                              | 1        |
| 14.                                                            | Olaszország (ITA)                                              | 0                                                              | 0                                                              | 1                                                              | 1        |
|                                                                |                                                                |                                                                |                                                                |                                                                |          |
| Összesen                                                       | Összesen                                                       | 11                                                             | 11                                                             | 22                                                             | 44       |

## Érmesek
| Az 1968. évi nyári olimpiai játékok érmesei ökölvívásban |                                         |                                             |                                                |
| Versenyszám                                              | Arany                                   | Ezüst                                       | Bronz                                          |
| Nehézsúly                                                | George Foreman · Egyesült Államok (USA) | Jonas Čepulis · Szovjetunió (URS)           | Giorgio Bambini · Olaszország (ITA)            |
| Nehézsúly                                                | George Foreman · Egyesült Államok (USA) | Jonas Čepulis · Szovjetunió (URS)           | Joaquín Rocha · Mexikó (MEX)                   |
| Félnehézsúly                                             | Danas Pozniakas · Szovjetunió (URS)     | Ion Monea · Románia (ROU)                   | Georgi Sztankov · Bulgária (BUL)               |
| Félnehézsúly                                             | Danas Pozniakas · Szovjetunió (URS)     | Ion Monea · Románia (ROU)                   | Stanisław Dragan · Lengyelország (POL)         |
| Középsúly                                                | Chris Finnegan · Nagy-Britannia (GBR)   | Alekszej Kiszeljov · Szovjetunió (URS)      | Agustín Zaragoza · Mexikó (MEX)                |
| Középsúly                                                | Chris Finnegan · Nagy-Britannia (GBR)   | Alekszej Kiszeljov · Szovjetunió (URS)      | Alfred Jones · Egyesült Államok (USA)          |
| Nagyváltósúly                                            | Borisz Lagutyin · Szovjetunió (URS)     | Rolando Garbey · Kuba (CUB)                 | John Baldwin · Egyesült Államok (USA)          |
| Nagyváltósúly                                            | Borisz Lagutyin · Szovjetunió (URS)     | Rolando Garbey · Kuba (CUB)                 | Günther Meier · NSZK (FRG)                     |
| Váltósúly                                                | Manfred Wolke · NDK (GDR)               | Joseph Bessala · Kamerun (CMR)              | Volodimir Muszalimov · Szovjetunió (URS)       |
| Váltósúly                                                | Manfred Wolke · NDK (GDR)               | Joseph Bessala · Kamerun (CMR)              | Mario Giulloti · Argentína (ARG)               |
| Kisváltósúly                                             | Jerzy Kulej · Lengyelország (POL)       | Enrique Regüeiferos · Kuba (CUB)            | Arto Nilsson · Finnország (FIN)                |
| Kisváltósúly                                             | Jerzy Kulej · Lengyelország (POL)       | Enrique Regüeiferos · Kuba (CUB)            | James Wallington · Egyesült Államok (USA)      |
| Könnyűsúly                                               | Ronald Harris · Egyesült Államok (USA)  | Józef Grudzień · Lengyelország (POL)        | Calistrat Cuțov · Románia (ROU)                |
| Könnyűsúly                                               | Ronald Harris · Egyesült Államok (USA)  | Józef Grudzień · Lengyelország (POL)        | Zvonimir Vujin · Jugoszlávia (YUG)             |
| Pehelysúly                                               | Antonio Roldán · Mexikó (MEX)           | Albert Robinson · Egyesült Államok (USA)    | Philip Waruinge · Kenya (KEN)                  |
| Pehelysúly                                               | Antonio Roldán · Mexikó (MEX)           | Albert Robinson · Egyesült Államok (USA)    | Ivan Mihajlov · Bulgária (BUL)                 |
| Harmatsúly                                               | Valerian Szokolov · Szovjetunió (URS)   | Eridadi Mukwanga · Uganda (UGA)             | Morioka Eidzsi · Japán (JPN)                   |
| Harmatsúly                                               | Valerian Szokolov · Szovjetunió (URS)   | Eridadi Mukwanga · Uganda (UGA)             | Csang Szungil (Jang Sun-gil) · Dél-Korea (KOR) |
| Légsúly                                                  | Ricardo Delgado · Mexikó (MEX)          | Artur Olech · Lengyelország (POL)           | Servílio de Oliveira · Brazília (BRA)          |
| Légsúly                                                  | Ricardo Delgado · Mexikó (MEX)          | Artur Olech · Lengyelország (POL)           | Leo Rwabwogo · Uganda (UGA)                    |
| Papírsúly                                                | Francisco Rodríguez · Venezuela (VEN)   | Csi Jongdzsu (Ji Yong-ju) · Dél-Korea (KOR) | Hubert Skrzypczak · Lengyelország (POL)        |
| Papírsúly                                                | Francisco Rodríguez · Venezuela (VEN)   | Csi Jongdzsu (Ji Yong-ju) · Dél-Korea (KOR) | Harlan Marbley · Egyesült Államok (USA)        |